# ماساهيكو هارادا
ماساهيكو هارادا (باليابانية: 原田雅彦؛ بالكانا: はらだ まさひこ) هو متزلج قفز ومدرب رياضي ياباني، ولد في 9 مايو 1968 في كاميكاوا في اليابان.

## وصلات خارجية
- ماساهيكو هارادا على موقع الاتحاد الدولي للتزلج (القفز التزلجي) (الإنجليزية)
- ماساهيكو هارادا على موقع أوليمبيديا (الإنجليزية)
- ماساهيكو هارادا على موقع IMDb (الإنجليزية)